# When Jealousy Tumbled
Pour plus de détails, voir Fiche technique et Distribution.
When Jealousy Tumbled est un film muet américain réalisé par Burton L. King, sorti en 1915.

## Fiche technique
- Titre : When Jealousy Tumbled
- Réalisation : Burton L. King
- Scénario : Burton L. King
- Producteur :
- Société de production : Universal Film Manufacturing Company
- Société de distribution : Universal Film Manufacturing Company
- Pays de production :  États-Unis
- Langue : Anglais américain
- Format : Noir et blanc — 35 mm — 1,33:1 — Muet
- Métrage : 600 mètres (2 bobines)
- Genre : Comédie dramatique
- Durée : 20 minutes
- Dates de sortie : 
  -  États-Unis : 23 mars 1915

## Distribution
- Ray Gallagher (en) : Allen Frisbee
- Edna Maison :	Mrs. Allen Frisbee